# Мустафа, Ибрагим
Ибрагим Мустафа (араб. ابراهيم مصطفى‎; 20 апреля 1904, Александрия, Египетский хедиват (ныне Египет) — 11 октября 1968, Александрия, Египет) — египетский борец греко-римского стиля, чемпион Олимпийских игр по греко-римской борьбе .

## Биография
Родился и жил в Александрии. С восьми лет был отдан в ученики плотнику, этническому армянину и имел возможность наблюдать, как спортсмены занимаются борьбой и поднятием тяжестей в армянском спортивном клубе. В 1921 году он присоединился к созданному любителями клубу борьбы Аль-Нади Аль-Ахли Аль-Искандари (Александрийский национальный клуб), который в том числе организовывал турниры борцов и боксёров. Вскоре, хозяин Ибрагима Мустафы, влиятельный член армянской общины Александрии, заметил очевидные спортивные возможности юноши и обеспечил ему и ещё трём его друзьям допуск к тренировкам в спортивном клубе. Затем Ибрагим Мустафа смог тренироваться в итальянском спортивном клубе Ballistra.
Олимпийские игры 1924 года стали для него первым международным турниром.
На Летних Олимпийских играх 1924 года в Париже боролся в весовой категории до 82,5 килограммов (полутяжёлый вес). Турнир проводился по системе с выбыванием после двух поражений, а места распределялись соответственно количеству выигранных схваток. Схватка продолжалась 20 минут и если победитель не выявлялся в это время, назначался дополнительный 6-минутный раунд борьбы в партере. В категории боролись 22 спортсмена.
| Круг | Соперник         | Страна  | Результат | Основание            | Время схватки |
| ---- | ---------------- | ------- | --------- | -------------------- | ------------- |
| 1    | Бруто Тестони    | Италия  | Победа    | Туше                 | 2:07          |
| 2    | Жан Бомё         | Франция | Победа    | Туше                 | 1:29          |
| 3    | -                | -       | -         | -                    | -             |
| 4    | Свен Нильсен     | Дания   | Победа    | Неявка соперника     | -             |
| 5    | Рудольф Свенссон | Швеция  | Поражение | По очкам             | -             |
| 6    | Карл Вестергрен  | Швеция  | Поражение | Отказ от продолжения | -             |

Проигрыш, согласно биографии спортсмена, опубликованной в 1932 году в спортивном журнале Аль-Абтал, объяснялся тем, что Ибрагима Мустафу плохо экипировали. Он был снабжён трико из неподходящего материала, сшитыми из непрочной легко рвущейся ткани и борцовками со скользкой подошвой, так, что борец во время схваток вынужден был постоянно поправлять разорванное трико и контролировать ноги. Египетский борец был настолько расстроен произошедшим, что во время схватки, в результате которой он мог в дальнейшем претендовать на третье место, отказался от борьбы. 
Между олимпийскими играми борец был вынужден зарабатывать себе на жизнь и только незадолго перед соревнованиями вновь приступил к тренировкам в итальянском спортивном клубе Ballistra.
На Летних Олимпийских играх 1928 года в Амстердаме боролся в весовой категории до 82,5 килограммов (полутяжёлый вес). Схватка продолжалась 20 минут и если победитель не выявлялся в это время, назначался дополнительный 6-минутный раунд борьбы в партере. Турнир проводился по системе с выбыванием из борьбы за чемпионский титул после двух поражений. В категории боролись 17 спортсменов.
| Круг | Соперник       | Страна    | Результат | Основание | Время схватки |
| ---- | -------------- | --------- | --------- | --------- | ------------- |
| 1    | Николас Аппелс | Бельгия   | Победа    | Туше      | -             |
| 2    | А. Шефик       | Турция    | Победа    | По очкам  | -             |
| 3    | -              | -         | -         | -         | -             |
| 4    | Эйнар Хансен   | Дания     | Победа    | Туше      | -             |
| 5    | Онни Пеллинен  | Финляндия | Победа    | По очкам  | -             |
| 6    | Адольф Ригер   | Германия  | Победа    | По очкам  | -             |

В 1929 году по приглашению Федерации борьбы Швеции, совершил турне по Европе, победив на нескольких международных турнирах, но никогда не участвовал в чемпионатах мира.
На родине, после олимпийских игр, стал настоящей звездой. Фотографии борца публиковались на обложках журналов. Оставил большой спорт, начал работу на предоставленной муниципальной должности, организовав школу борьбы в Александрии. Обучал борьбе своих трёх сыновей, один из которых Адель Ибрагим Мустафа участвовал в двух Олимпиадах и был победителем Средиземноморских игр 1955 года.